# Argyreia cheliensis
Argyreia cheliensis är en vindeväxtart som beskrevs av Cheng Yih Wu. Argyreia cheliensis ingår i släktet Argyreia och familjen vindeväxter. Inga underarter finns listade i Catalogue of Life.